# Zhuang
Zhuang (chiń. 壮族 pinyin: Zhuàngzú) inaczej Zhuangowie, Czuangowie – naród azjatycki pochodzenia środkowotajskiego, osiadły w południowych Chinach i północnym Wietnamie (Nùngowie). Najliczniejsza mniejszość etniczna Chińskiej Republiki Ludowej (ok. 18 mln os.). Przeważnie zamieszkują Region Autonomiczny Kuangsi–Czuang oraz prowincje Junnan, Guangdong, Kuejczou i Hunan. Wyróżnia się dwa zespoły pomniejszych grup etnicznych: północnych i południowych Zhuangów. Posługują się językiem zhuang, zróżnicowanym gwarowo.
Znanym przedstawicielem narodu Zhuang był Huang Xianfan.

Tradycyjna kultura ludowa
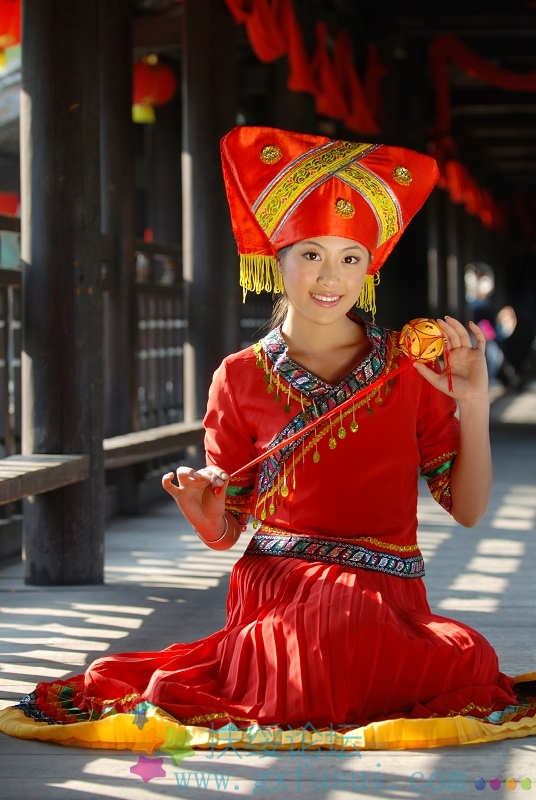
Strój panny młodej, okręg Fusui
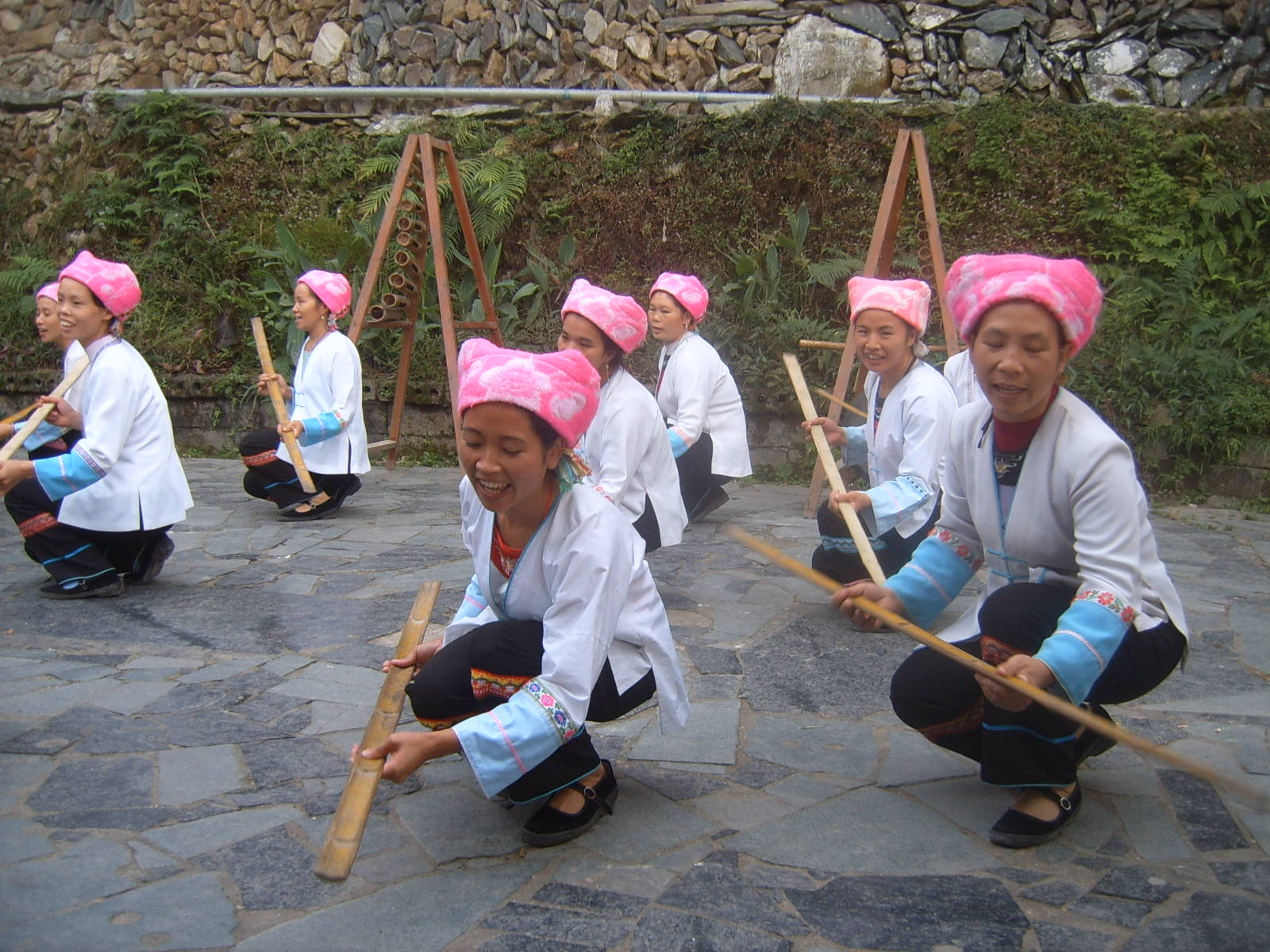
Taniec oczepinowy mężatek, Ping'an, Gullin